# 상수층
층 이론에서, 상수층(常數層, 영어: constant sheaf)은 모든 줄기가 같은 층이다.

## 정의
위치 {\displaystyle X} 및 집합 {\displaystyle S}에 대하여, {\displaystyle S}값을 갖는 상수 준층(영어: constant presheaf)은 다음과 같은 함자 {\displaystyle X^{\operatorname {op} }\to \operatorname {Set} }이다.
- {\displaystyle X}의 모든 대상 {\displaystyle U}는 {\displaystyle S}로 대응된다.
- {\displaystyle X}의 모든 사상은 {\displaystyle S}의 항등 함수 {\displaystyle \operatorname {id} _{S}}로 대응된다.

위치 {\displaystyle X} 및 집합 {\displaystyle S}에 대하여, {\displaystyle S}값을 갖는 상수층 {\displaystyle {\underline {S}}}은 상수 준층의 층화이다.
덮개의 개념이 존재하는 위치 {\displaystyle X} 위의 층 {\displaystyle {\mathcal {F}}}에 대하여, 만약 {\displaystyle X}의 모든 대상 {\displaystyle U\in \operatorname {Ob} (X)}에 대하여 다음 조건을 만족시키는 {\displaystyle U}의 덮개 {\displaystyle \{U_{i}\}_{i\in I}}가 존재한다면, {\displaystyle {\mathcal {F}}}를 국소 상수층(영어: locally constant sheaf)이라고 한다.
- 모든 {\displaystyle i\in I}에 대하여, {\displaystyle {\mathcal {F}}|_{U_{i}}}는 상수층이다. 즉, {\displaystyle {\mathcal {F}}|_{U_{i}}={\underline {S_{i}}}}인 집합 {\displaystyle S_{i}}가 존재한다.

## 성질
만약 {\displaystyle X}가 위상 공간일 경우, {\displaystyle {\underline {S}}}는 ({\displaystyle S}에 이산 위상을 주었을 때) 연속 함수 {\displaystyle X\to S}들의 층이다. 이 경우, {\displaystyle {\underline {S}}}의 모든 점에서의 줄기는 {\displaystyle S}이다.

## 예
그로텐디크 토포스 {\displaystyle \operatorname {Sh} (X)}에서, 자연수 대상은 자연수의 집합 {\displaystyle \mathbb {N} }의 값을 갖는 상수층 {\displaystyle {\underline {\mathbb {N} }}}이다.
상수층 {\displaystyle {\underline {\mathbb {Z} }}}에 대한 가군층은 아벨 군의 층과 같다.

## 참고 문헌
- Hartshorne, Robin (1977). 《Algebraic geometry》. Graduate Texts in Mathematics (영어) 52. Springer. doi:10.1007/978-1-4757-3849-0. ISBN 978-0-387-90244-9. ISSN 0072-5285. MR 0463157. Zbl 0367.14001.